# WrestleMania X
WrestleMania X fue la décima edición de WrestleMania, evento anual de pago por visión de lucha libre profesional producido por la World Wrestling Federation. Tuvo lugar en el Madison Square Garden, en Nueva York, el 20 de marzo de 1994. El lema del evento fue "Ten Years in the Making" ("Diez años en el Hacer"). También fue la primera "WrestleMania" que no contaba con la participación del famoso luchador Hulk Hogan y también fue el primer WrestleMania desde la edición VII sin contar con The Undertaker.

## Antecedentes
El principal feudo del evento fue Yokozuna defendiendo el Campeonato de la WWF ante Bret Hart y Lex Luger, quienes habían ganado el Royal Rumble meses atrás al eliminarse simultáneamente y Jack Tunney reconociera como co-ganadores tras un desacuerdo entre los árbitros. Tunney anunció que Hart y Luger obtendrían una lucha por el Campeonato de la WWF de Yokozuna en WrestleMania, el premio otorgado al ganador del combate Royal Rumble. Tunney también anunció que se utilizaría un sorteo para decidir quién se enfrentaría primero a Yokozuna por el cinturón. Si Luger ganara, sería el que enfrentaría primero al campeón, Hart luego lucharía contra su hermano Owen antes de enfrentarse al ganador del combate Luger-Yokozuna. Si Bret ganaba el sorteo, obtendría la primera oportunidad por el título y Luger lucharía contra Crush antes en la cartelera. En el episodio del 31 de enero de 1994 de Raw, Luger ganó el sorteo y el derecho a enfrentarse a Yokozuna primero.
En julio de 1993, Lex Luger empezaba un feudo con el entonces campeón Yokozuna y su mánager Mr. Fuji luego de que en el Yokozuna Bodyslam Challenge, Fuji desafiara a todos los atletas estadounidenses a intentar hacerle un bodyslam a Yokozuna en la cubierta del USS Intrepid. Después de que varios atletas fracasaron, la historia vio a Luger llegar en helicóptero y golpear con éxito a Yokozuna. Esto inició un fuerte impulso para Luger, quien entonces estaba programado para desafiar a Yokozuna por el Campeonato de la WWF en SummerSlam. Luger ganó el combate por cuenta fuera pero no ganó el título, ya que las estipulaciones del combate no permitían a Luger una cláusula de revancha. La historia vio a Luger haciendo campaña para ingresar al Royal Rumble de 1994, ya que quería la oportunidad por el título que se le daría al ganador. Luger finalmente entró en la batalla real, aunque The Great Kabuki y Genichiro Tenryū también participaron, en nombre de Mr. Fuji, para intentar evitar que Luger ganara. Kabuki y Tenryū no tuvieron éxito, sin embargo, ya que Luger fue el vencedor (junto con Bret Hart) y ganaría una oportunidad por el Campeonato de la WWF.
En el episodio del 12 de julio de 1993 de Raw, Crush desafió a Yokozuna por el Campeonato de la WWF. Al final del combate, Yokozuna realizó el Banzai Drop para defender su título.  Después del combate, realizó tres Banzai Drops más mientras varios luchadores corrían hacia el ring para detener el ataque. Randy Savage finalmente llegó al ring para ayudar a Crush. Después del combate, Crush no fue visto durante varios meses, aunque continuó apareciendo en house shows. El 18 de octubre, Crush apareció en Raw acompañado por Yokozuna y Mr. Fuji, y criticó a Savage por no intervenir antes durante el combate de hace meses. En una promoción trabajada, Crush anunció que se había vuelto contra Savage y los Estados Unidos para alinearse con Yokozuna y Fuji. Luego atacó a Savage dejándolo caer sobre la barandilla del ring. Yokozuna realizó el Banzai Drop sobre Savage antes de que un grupo de árbitros subiera al ring para interrumpir la pelea. Durante el episodio del 8 de noviembre de 1993 de Raw, Savage dejó su puesto como comentarista para atacar a Crush. La semana siguiente, Jack Tunney anunció que Savage había sido suspendido de comentar como resultado del ataque de la semana anterior. La disputa se intensificó en Survivor Series cuando Savage y Crush provocaron que el otro fuera eliminado de sus respectivos combates.
Por no defender su Campeonato Intercontinental con frecuencia, Jack Tunney despojaría a Shawn Michaels del mismo; ha habido informes de que la verdadera razón para dejar vacante el título fue porque Michaels se negó a dejar caer el cinturón. Razor Ramon ganó el título después de competir en una batalla real y derrotar a Rick Martel, el otro finalista del combate. Sin embargo, en el ángulo, Michaels se negó a reconocer el cambio de título, ya que insistió en que él era el verdadero Campeón Intercontinental. Para vengarse de Ramon por tomar el cinturón, Michaels le atacó y de paso ayudó a Irwin R. Schyster a robar las cadenas de oro de Ramon.

## Resultados
- Dark Match: The Heavenly Bodies (Jimmy Del Ray & Tom Prichard) (c/ Jim Cornette) derrotaron a The Bushwhackers (Luke Williams & Butch Miller).
  - Del Ray cubrió a Butch
- Owen Hart derrotó a Bret Hart. (20:21)
  - Owen cubrió a Bret con un "Victory Roll".
- Bam Bam Bigelow y Luna Vachon derrotaron a Doink the Clown y Dink the Clown. (06:09)
  - Bigelow cubrió a Doink después de un "Diving Headbutt".
- Randy Savage derrotó a Crush (c/ Mr. Fuji) en un Falls Count Anywhere match. (09:49)
  - Savage ganó la lucha cuando amarró a Crush a un cabestrante y no pudo volver al ring en 16 segundos.
- Alundra Blayze derrotó a Leilani Kai reteniendo el Campeonato Femenino de la WWF. (03:20)
  - Blayze cubrió a Kai con un "Bridging German Suplex".
- Men on a Mission (Mabel & Mo) (c/ Oscar) derrotaron a los Campeones en Pareja de la WWF The Quebecers (Jacques & Pierre) (c/ Johnny Polo) por cuenta de fuera. (07:41)
  - The Quebecers fueron descalificados después de que Polo echara a Jacques del ring y no le dejara subir.
  - Como consecuencia de la cuenta de fuera, los campeones retuvieron los títulos.
- El Campeón de la WWF Yokozuna (c/ Mr. Fuji & Jim Cornette) derrotó a Lex Luger con Mr. Perfect como árbitro especial por descalificación. (14:40)
  - Mr. Perfect descalificó a Luger después de empujarle por negarse a contar un pinfall de Luger.
  - Como consecuencia de la descalificación, Yokozuna retuvo su título.
- Earthquake derrotó a Adam Bomb (c/ Harvey Wippleman). (00:32)
  - Earthquake cubrió a Bomb después de una "Earthquake Splash".
  - El oponente original de Earthquake iba a ser Ludvig Borga.
- Razor Ramon derrotó a Shawn Michaels (c/ Diesel) en un Ladder match reteniendo el Campeonato Intercontinental de la WWF.(18:47)
  - Ramon ganó la lucha tras descolgar los 2 Campeonatos Intercontinentales (el campeonato legal y la replica que usaba Michaels hasta el combate) de lo alto del estadio.
  - Esta fue la primera lucha en WWE en recibir una calificación de 5 estrellas por el periodista Dave Meltzer.
- Bret Hart derrotó a Yokozuna (c/ Mr. Fuji y Jim Cornette) con Roddy Piper como árbitro especial, ganando el Campeonato de la WWF. (10:38)
  - Hart cubrió a Yokozuna después de que perdiera el equilibrio y cayera de cabeza desde la segunda cuerda hasta la lona.
  - Luego de la lucha, Lex Luger subió al ring y se dio la mano y un abrazo con Bret Hart en señal de respeto. Posteriormente parte del roster de WWF subió para celebrar la victoria mientras Owen Hart miraba con desprecio la escena en la escenografía.

## Otros Roles
| Comentaristas - Jerry "The King" Lawler - Vince McMahon Referees - Earl Hebner - Joey Marella - Mike Chioda - Danny Davis - Jack Doan Entrevistadores - Todd Pettengill Anunciadores del Ring - Bill Dunn - Howard Finkel |